# 凯瑟琳·珍妮薇
凯瑟琳·珍妮薇舰长（Captain Kathryn Janeway）是《星际旅行：航海家号》中的一名主角，她是联邦星舰航海家号 (NCC-74656)的舰长，由凯特·慕格扮演。她是第一位成功地率领星舰横越第四象限的星际联邦舰长。在长达七年的重返地球旅途中，她和她的船遭遇了上百的未知星球与未知文明。同时，她与她的船员们还深入过博格人的领空，并最终幸存了下来。
在《星际旅行X：复仇女神》电影中，她升任中将。她是星际旅行系列中第一位担任主角船舰长的女性。

## 早年生活
珍妮薇于5月20日出生于地球北美的印地安那州布卢明顿。
在《杀戮游戏》这一集中，从星舰上的互动面板（okudagram）上可以得知她出生于2344年。但是，这意味着在她于2371年成为联邦星舰航海家号的舰长时她才只有27岁。而实际上，慕格接手扮演珍妮薇的时候已经39岁了。
她的父亲是一名星际舰队的将军，她还有一个姊妹。在2377年她的母亲还在世。
在杰瑞·泰勒的书《轨迹》中，珍妮薇的姊妹名叫菲比。在这部小说中，珍妮薇的中名叫做伊丽莎白。
凯瑟琳在她祖父位于印地安那州的农场长大。当她6岁时，她曾看见一道闪电劈开祖父家院子的一颗橡树，她前几个小时还爬过这颗橡树。许多年后她仍能回忆起，没有比发生在平原上的雷暴更能让她惊恐万分的事，尤其是当她还年轻的时候。在祖父家中时，她常常能吃到最喜欢的一样食物威尔士干酪。

幼年的凯瑟琳·珍妮薇

珍妮薇年幼时学过芭蕾舞。当她6岁时，她在起步班中学到了《天鹅之死》舞蹈。她于2373年在航海家号上的才艺表演中表演了这个舞蹈。9岁时，她与她的父亲从北面爬上了大峡谷。她觉得这条被她父亲叫做“地球上最大的壕沟”的东西还不及位于乡村的农场有意思。当珍妮薇12岁时，她曾独自在雷暴中走了7千米路程回到家中，只因为她刚输了一场网球的比赛。直到19年后的2373年，珍妮薇才决定重拾高中时就放下的网球拍。珍妮薇对台球也很有造诣。
珍妮薇曾在《37年人》这一集中，说过她仰慕阿梅莉亚·埃尔哈特。
珍妮薇曾说她研究过石板语言（chromolinguistics）、美國手語以及雷伊隆人（Leyron）的手势土语。

## 星舰学院
珍妮薇在星舰学院的军校学习时与校工布斯比的关系亲密，布斯比每天早晨都会将新鲜的玫瑰花送到她的居室。珍妮薇爱喝咖啡，喜欢泡在猫头鹰商业街的一所小咖啡吧消磨时间。由于痴迷于咖啡，她养成了熬夜习惯，且常常通宵达旦，许多课程就是在这种环境下通过的。
在星舰学院曾教导过她，并让她记忆犹新的教授有帕特森、亨德里克斯和霍克。

## 事业

### 早年的事业
珍妮薇作为一名星际舰队军官的生涯从联邦星舰阿尔·巴塔尼号上开始，她的长官是阿尔·巴塔尼号的舰长欧文·派瑞斯。在舰上她的职位是科学官，当时阿尔·巴塔尼号正在进行艾瑞斯考察任务。
当她成为上尉后，她曾参与一场与卡达西的边界冲突中保卫联邦前哨的外勤任务，整整三天内他们都在与卡达西人交火。一天夜里，当战火暂息时，她的长官曾命令她与另一名少尉爬出掩体去拯救一名受伤的卡达西士兵的生命。当时她认为她的长官疯了，不过后来她觉得去挽回这个人的生命的时候是最令她自豪的时刻之一。最后，她的外勤队成功保卫了前哨的安全，所有成员都被星际舰队总部授勋。
这场战斗发生的时间与地点都暗示着它是卡达西战争的一部分。
2365年，在第一次任务后不久，珍妮薇第一次见到了杜沃克，当时杜沃克当着在三名星际舰队将军的面指责珍妮薇没有在第一次任务中遵守正确的战术程序。
当她担任联邦星舰比林斯号上一名高级官员的第一年，珍妮薇派遣了一队外勤队去调查一个火山活动强烈的卫星。外勤队的穿梭机被突然爆发的岩浆损坏，三名外勤队员受伤严重。第二天，她独自前往了卫星，完成了调查。她想让船员们知道他们的受伤不是没有价值的，尽管当时她很有可能被岩浆烧死。

### 联邦星舰航海家号

#### 成为舰长
2371年，凯瑟琳·珍妮薇成为了一艘无畏级的联邦星舰航海家号 (NCC-74656)的舰长。这艘船的第一个任务便是去调查在恶域（Badlands）失踪的一艘马奇舰船。恶域中肆行的风暴对星舰的航行是一个巨大的挑战。她建议帕特森上将恢复前马奇队员汤姆·派瑞斯的职位，以交换在寻找马奇船的过程中汤姆提供的帮助。抵达恶域后，航海家号随即被一股巨大的能量波卷入，并被从银河系第一象限推到了相距7万光年的银河系第四象限，这与马奇船的遭遇相同。珍妮薇不久便发现他们是被一个名为守护者的实体带到这里的，这个实体在寻找能让他继续繁衍的生物，因为他行将就木。他告诉了珍妮薇，他与他几个世纪前离去的伙伴是怎么在无意中破坏了奥康帕人的家园行星的。在实体死后，珍妮薇摧毁了守护者阵列以避免其落入卡松人的手中，这个种族想用阵列对付奥康帕人。然后她把联邦军官与马奇队员聚集在航海家号上，开始了回家的旅程——即使在最大巡航速度下，航海家号依然需要75年才能重返联邦星域。

#### 第四象限

##### 2371年
在第四象限的头几天，珍妮薇认识了名叫尼利克斯的泰莱克斯人以及名叫凯丝的奥康帕人，在守护者死后他们均成为了航海家号的船员。
让珍妮薇头痛的一件事，是怎样将马奇队员和联邦军官联合至一起并形成一个具有凝聚力的集体。在早期，马奇队员朵芮丝曾与联邦军官凯里发生过冲突。查克泰推荐朵芮丝担任总工程师。珍妮薇起初因为朵芮丝的性情暴躁而不是非常情愿，但后来她还是同意了推荐并对这个结果表示满意。
当发现了一颗被某种爆炸毁灭的行星时，珍妮薇和派瑞斯在地面调查时被一处亚空间的破裂带到了行星毁灭之前。他们在一群抗议者与政府官员间的冲突间被抗议者抓走。抗议者要求停止一种能量源的使用，因为它具有潜在的危险，但政府官员则不认可。当抗议者们决定去关闭一处电厂时，珍妮薇也随之前往，因为她认为这就是导致大爆炸的原因。但是此时航海家号的外勤队正在尝试打开一处亚空间裂缝来营救他们，她意识到这才是导致整场事件的真正原因。她封闭了裂缝，接着时间线也被改变了，这场大爆炸从未发生。
在旅途的第一年，珍妮薇与偷走尼利克斯肺部的维仃人发生了第一次接触；维仃人被一种噬菌感染，这导致他们体内的器官损坏。珍妮薇曾将舰船开入一片“星云”，而实际上那是一种有机生命形式。航海家号偶然发现一个针眼般大小的虫洞，珍妮薇通过这个虫洞与联系上了一艘位于第一象限的罗慕伦科学船。他们成功地将这艘船的船长特雷克·瑞曼（Telek R'Mor）传送到了位于第四象限的航海家号上，却发现瑞曼来自于2351年，也就是20年以前。珍妮薇很失望，但请求瑞曼在20年后将航海家号上船员们的信转交给联邦，接着就把他传送回去了。此后，杜沃克发现瑞曼死于2367年。
后半年，她见到了斯卡瑞安人（Sikarian）。他们拥有空间折叠的科技，这可以让舰船在很短时间内航行上万光年的距离。但是，斯卡瑞斯星（Sikaris）的政府不同意将这种技术交给航海家号。船员们尝试从其他渠道获得技术，但是最终发现它与联邦技术不相容。
珍妮薇发现马奇队员瑟丝卡并非贝久人，而是一名卡达西间谍。她在暗地里将联邦技术转移给了卡松人。
为了获得休息，珍妮薇创建了一个哥特式的全息甲板程序。她是一座神秘城堡主人儿女的家庭教师。
第二年的旅程会带来新的发现并接触新的种族，但同时航海家号也被某个卡松派别的头领卡拉（Maje Culluh）盯上了。
航海家号在一颗星球上发现了被冷冻保存的阿梅莉亚·埃尔哈特及其他的一些人类，他们都是被布瑞俄瑞人抓走并被当作奴隶的。这颗星球上的人都是在1937年间被抓走的人的后代，这些后代起义打倒了布瑞俄瑞人。后代认为被冷冻保存的8名祖先已经死亡，并为他们建立了一座神殿。阿梅莉亚邀请船员们留在星球上，不过船员最终决定继续他们回家的旅程。
在一群生活在宇宙中的生物追随上航海家号后，凯丝出现了性成熟的生理信号。因此珍妮薇必须得考虑在这么长的一段旅途中，船员们之间发生性接触并怀孕的可能性。最后这群生物被赶走，凯丝也恢复了正常；不过珍妮薇得知少尉萨曼莎·怀德曼（Samantha Wildman）怀孕了。

##### 2372年
在2372年的晚期，航海家号穿越了一片异常空域，这片空域可以扭曲舰船的结构，最后把所有的高级官员都逼到了全像甲板中，珍妮薇因曾暴露在扭曲的空间中而受伤。船员们意识到这个异常是有感知的，并且尝试与航海家号建立联系。一名波塔人让船上除了医生和凯丝的其他人都产生了幻觉——珍妮薇的幻觉中出现了她的未婚夫马克。不过，医生和凯丝最后赶走了外星人并让航海家号恢复正常。
珍妮薇也遇到了守护者的同伴萨丝比芮娅。莎丝比芮娅在照顾一处奥康帕殖民地。她袭击了珍妮薇和她的船，因为她认为他们应该为她守护者同伴的死负责任。凯丝用她的心灵感应能力转移了萨丝比芮娅的注意力，以使珍妮薇可以释放一种让萨丝比芮娅失去能力的毒素。
珍妮薇与汤姆·派瑞斯打破了曲速十级的屏障。但这导致了一种意想不到的副作用，她与派瑞斯的DNA因此发生了变异，并退化到了两栖类。在两栖类形态时她与派瑞斯交配并产下了后代，在他们获救后这些后代被留在了一颗星球上。
珍妮薇曾参与从独裁者莫克拉·沃德的监狱中营救杜沃克与朵芮丝的行动。珍妮薇在杜沃克与朵芮丝被抓走的冲突中受伤，但她被一名叫做克勒姆的老人所救。克勒姆把她当成了自己的女儿，在他的悉心照料下珍妮薇很快恢复了健康。珍妮薇后来发现，克勒姆的妻子和女儿都因为抵抗莫克拉·沃德而被害。在克勒姆快死的时候，珍妮薇告诉他自己就是他的女儿，而且他的妻子也很好。
她也与Ｑ建立了她的第一次接触。在调查一颗小行星时，航海家号的船员意外地将一名被关到小行星核里面的Ｑ释放了出来。过了一会儿，那位举世知名的Ｑ也出现了，告诉珍妮薇另外一位Ｑ——也被叫做Quinn的家伙，在三百年来不断地尝试自杀，而这就是他被囚禁的原因。Quinn要求人类给予他庇护，并最后成为了一名人类。他争辩说作为Ｑ虽然在最初是让他感到愉悦与不可思议的，但这种惊奇很快变成了厌倦，能探索的都探索完了，没有什么东西还能向他展示这个宇宙。因为身处Ｑ连续体这个无法忍受的理由，他希望结束自己的生命。珍妮薇在听取了众多证人——包括进取号的大副威廉·瑞克——的证言后准许了他的要求，让他加入了航海家号，并促使他开始一段崭新的凡人生活。但无论如何，他最终还是自杀了。Ｑ给他提供了毒药，因为Ｑ在最后变成了他的同情者。
航海家号被维仃人攻击，进入了一片发散场空域，所有东西都被复制成了两份，包括航海家号自己与其上的船员。维仃人尝试登船，两艘航海家号上的船员都面临威胁。这时，两个珍妮薇之一下令他们的航海家号自毁，杀死了所有的维仃人并拯救了另一艘航海家号。
珍妮薇面临着道德的两难选择。由于一场传送器错误，尼利克斯和杜沃克被融合成为一个个体“杜利斯”。将两人带回的唯一方法就是分离杜利斯。珍妮薇不得不杀死一个新的生命来挽救另外两个必须被挽回的生命。
珍妮薇也曾与一个打扮如小丑一般，名叫“恐惧”的实体相对抗。这发生在她尝试援救一群柯尔人，这群人处于深眠状态，被他们出现故障的神经连接困住了。当她的一些船员的意识也被困在这里面后，她连入了连接，并在医生的帮助下最终战胜了恐惧。
珍妮薇和查克泰被航海家号留在了一颗行星上，因为他们感染了某种不可治癒的疾病，而这颗行星上的大气可以对这种疾病产生有效的抑制。他们开始向对方展示吸引力。最终他们被从维仃人那裡找到治癒方法的船员所救。
这一年剩下的时光都用在了与卡松人的对峙上。卡松人抓走了查克泰，并向他拷打逼问航海家号的防禦参数。珍妮薇与派瑞斯演了一齣苦肉计，她将派瑞斯赶出航海家号，以找出船上在帮助卡松人的叛徒。珍妮薇尝试与崔比人建立联盟关系，共同对抗卡松人以达到让他们出席和平会议的目的。会议不幸地失败了，因为崔比人密谋在会上杀死卡松人。航海家号被占领，船员们都被赶到了一颗史前行星上。驾驶穿梭机的派瑞斯和还留在船上的医生与隆·萨德尔（隆·萨德尔少尉因先前犯谋杀罪而被禁闭，在飞船被占领时未被发现）裡应外合成功地夺回了飞船，船员们因此得救。隆·萨德尔在夺船过程中牺牲，而先前叛变的瑟丝卡也被杀死，卡拉的权力梦也因此破碎。

##### 2373年
进入2373年，杜沃克被神经的突然崩溃所困扰，珍妮薇要求与他进行心灵融合。心灵融合将他们带到联邦星舰精进号上，这艘船由苏鲁所指挥。最后发现神经崩溃由一种外星病毒引发，这种外星病毒伪装成痛苦记忆信息潜伏在杜沃克的大脑中。航海家号后来被一大群小型飞船攻击，在摆脱这些小型飞船的同时，医生的全息矩阵被替换以恢复他的记忆。
航海家号经过了一颗被两名佛瑞吉人统治的星球，这两个佛瑞吉人从一个不稳定的虫洞的位于第一象限的稳定一端过来，就再也找不到这一端的入口回去了。珍妮薇和船员们想出一个计划，来把两名剥削这颗星球上的人的佛瑞吉人赶走。同时，船员们还将这一端的入口暂时稳定了下来，正当航海家号将要返回第一象限时，两名被禁闭在船上的佛瑞吉人驾驶着一艘穿梭机逃离了航海家号，并被卷入虫洞，虫洞随即关闭。在访问一座纳卡利神殿时，凯丝被某种生物能量场击倒，并陷入昏迷。珍妮薇听从纳卡利人的建议，经受了一系列的仪式来治愈凯丝，但依然没有救回凯丝。最后她再次听从纳卡利人的建议，抱着凯丝穿过了能量场，即便医生认为这对她们俩都是致死的。最后能量场并没有产生什么伤害，凯丝也苏醒了。
在与一艘来自未来的联邦时空舰遭遇后，航海家号被传送回了20世纪的地球。他们阻止了亨利·斯塔林为获得更多金钱而企图发射时间船的意图，因为这次发射将改变历史与未来。
这一年里，Ｑ再次出现在船上，并希望与珍妮薇生下一个小孩来停止连续体的内战。他将珍妮薇带到了连续体，来躲避另外一个看起来是女性的Ｑ。Ｑ将Ｑ的内战变成人类能够理解的美国南北战争，珍妮薇和Ｑ都被捉住了，但是女Ｑ还独自和航海家号的船员们在一起，计划进入Ｑ连续体并营救他们。当Ｑ们达成停战协议后，航海家号回到了正常的空间。随后Ｑ向珍妮薇介绍了他与女Ｑ生的小孩，并请求她做小Ｑ的教母，珍妮薇答应了。
一场意外导致珍妮薇陷入昏迷，一个外星能量生物潜入了她的大脑并伪造出了一场濒死体验。外星生物希望珍妮薇能放弃自己的灵魂，这样这个能量实体便能从她身上摄取食物。它甚至以珍妮薇父亲的模样出现，但是她识破了这个诡计并拒绝离开自己的身体。当这个个体离开后，医生唤醒了他。
这一年快结束的时候，航海家号被尼瑞安人占领。尼瑞安人通过每隔几分钟通过传送器交换一名船员的方式，伪装成无辜的自然现象受害者登上航海家号。而被传送走的船员都被关押在一艘生物圈船中。珍妮薇领导了一场逃跑行动，她与杜沃克合作控制了尼瑞安人的传送器，并将尼瑞安人的头领传送到了冰天雪地中，逼迫他们归还航海家号。

##### 2374年
在这一年里，珍妮薇和她的航海家号将会第一次接触到两个危险的种族，他们分别是克瑞尼姆人与希罗吉恩人。
航海家号发现了一处通讯网络，这个网络能让他们联络到星际舰队，希罗吉恩人宣布拥有这个网络。希罗吉恩人是一个狩猎种族。当杜沃克与九之七去检查并增强其中一个网点的时候，他们被希罗吉恩人抓住，并打算在将他们杀死后把他们的骨头當作战利品。珍妮薇发现这个网络实际上是由一个微型黑洞提供能量的，倘若提高能量传递，将可以瘫痪希罗吉恩船舰营救出他们，不过在最后黑洞将整艘希罗吉恩船舰都吞噬了，并引发了所有网点间的连锁毁灭导致航海家号失去与联邦的联系。不久后，另一个希罗吉恩人在猎捕一名8472种族个体时与航海家号遭遇，在他传送上船接受医学治疗的同时，他依然不放弃对8472的追捕。这一年与希罗吉恩人的最后一次接触发生在航海家号上。希罗吉恩人占领了航海家号，通过洗脑科技将船员们变成猎物，并放进全息甲板大玩狩猎游戏。珍妮薇扮演了一名被希罗吉恩人杀死的克林贡武士，然后又在全息模拟中扮演第二次世界大战中某个抵抗组织的领导者。在最后明白了到底发生了什么之后，船员们重新夺回了舰船，珍妮薇也杀死了阿尔法·希罗吉恩。在希罗吉恩人离开舰船时，她将全息技术送给了他们，寄以希望他们不再追捕真实的猎物而使用全息甲板代替。
与克瑞尼姆人的遭遇开始于一艘克瑞尼姆时空舰企图改变历史，来恢复克瑞尼姆对星域的统治权。这让珍妮薇和航海家号陷入一场持续一年之久的恶战中。航海家号上的船员发展了一种可以抵御时间武器的时间护盾；但也因为这样，航海家号的存在打乱了克瑞尼姆时空舰的计算，将克瑞尼姆文明推回了远古时代。因此克瑞尼姆时空舰必须将它从历史上抹掉，才能恢复时空。航海家号遭遇了技术强大的克瑞尼姆人不计后果的一系列攻击，失去了很多船员，船舰也遭到严重损坏。在最后，珍妮薇独自驾驶航海家号撞击时空舰，导致时空舰将自己从历史中抹掉。最后，时间线得以恢复，航海家号平静地穿越了克瑞尼姆人的星域。
在这一年里，船员们被一群名为斯莱维尼人并使用隐型技术的外星人用以进行各种各样的实验，船员们因此出现了不少奇怪的症状。在船员们被折磨得生不如死之际，医生找出了一个可以看到斯莱维尼人的方法。但发现这群外星人无意离开，并仍将继续他们的研究。最后珍妮薇以让船只携斯莱维尼人自毁为恐吓——可能还有一部分是因为斯莱维尼人意识到她血液中的多巴胺被以实验的目的提高的缘故——但不管如何，恐吓还是成功了，所有的斯莱维尼人都离开了舰船。
航海家号上的一些设备以及全息程序达·芬奇被一群海盗抢走了。珍妮薇发现这些设备被摆在一个星球的市场上出售，并找到了用着医生的移动全息投影设备的达·芬奇。最后她和达·芬奇一道找到了航海家号的计算机主处理器，并将它传送回舰。
珍妮薇曾摧毁了一种叫做欧米加的粒子。已知这种粒子十分危险，它非常不稳定，具有让某个星域不能进行曲速飞行的能力。珍妮薇成功地摧毁了该粒子，但是九之七自使至终都在反对。
这一年即将结束时，珍妮薇见到了外星人阿特莱斯。在同时他们发现了一艘安装有阿特莱斯提供的滑流技术的联邦星舰，船员们相信这艘星舰是被派来带他们回到第一象限的。然而这是一个诡计：这艘船的主人是阿特莱斯，而他企图用这艘船来欺騙航海家号的船员，讓他們被博格人同化。当船员们识破这套诡计后，他劫持了珍妮薇和九之七，一同飞往博格星域，让他们三人均被同化。原来他的种族曾与博格人对抗，唯一的希望便是8472种族能打败博格人。可是当珍妮薇帮助了博格人後，他的种族全被博格人同化，因此他想找航海家号复仇。珍妮薇成功关闭了那艘船的力场，并与九之七一起传送回航海家号，而此时阿特莱斯的船已经抵达博格星域。

##### 2375年
2375年，珍妮薇和她的航海家号第一次接触到了马龙人这个种族。当航海家号即将进入一大片没有恒星和发光体的空旷星域时，珍妮薇发现并拯救了一名被有害辐射照射后垂死的个体。原来马龙人——被认为是这个象限的清扫工人——把带有放射性的垃圾倒进了这名外星人的星域。这个个体请求珍妮薇关闭一处涡流，因为马龙人正是用这个涡流来倒垃圾的。珍妮薇决定关闭涡流；但因为关闭涡流必须在空旷这一侧，她必须牺牲她自己。船员们拒绝接受她的命令，并劝说她将航海家号开入空旷以关闭涡流。关闭过程中出现了一场震波，但航海家号幸存了，涡流也被关闭了，这个夜视种族的星域得以保护。后来他们遭遇了一艘马龙舰船，这艘船随时都可能因为它破裂的燃料储槽而爆炸，并污染空间。外勤队发现了一名因在船上多年的工作而毁容的马龙人，他为了复仇故意破坏了燃料储槽。
珍妮薇发现8472种族模拟了星舰学院进行训练以准备入侵地球，他们认为珍妮薇在他们与博格人的战争中帮助了博格人，因此人类是博格人的盟友。当珍妮薇向8472解释说，她当时并不知道是博格人引发这场战争，以及她希望能更快地回到家乡的愿望后，两群人达成了共识。
她因派瑞斯干涉了一个水行星文明的社会而将他降职。不久，凯瑟琳与一名要求航海家号给予庇护的德沃尔族的检查官发展了一段浪漫关系；但关系很快就终结了，因为她发现这名检查官的唯一意图就是找出航海家号上有心灵感应能力的人。一次意外的事件让两名外星生物进入了派瑞斯的《质子船长》全息程序中，并与程序中的反派人物克混沌博士发生了冲突。在解释无效后，珍妮薇进入全息程序，扮演“阿莱克利娅”——一群蜘蛛人的皇后。最后她帮助全息人物质子船长杀死了混沌博士，让这群外星人不再认为这个程序具有危险。珍妮薇从智囊团那救出了九之七，并保全了航海家号：原来智囊团是由一群外星人组成，是個靠帮助别人解决问题來收费的小集团；他们招徕海拉瑞人攻击航海家号，自己则“挺身而出”帮助航海家号——而它们的真正意图是得到集所有博格知识於一身的九之七。
珍妮薇发现了另一艘迷失在第四象限的联邦星舰——由鲁道夫·兰塞姆指挥的联邦星舰两分号（USS Equinox）。他解释说他的船被一种核能基因生物攻击，大量的船员因此丧生。倖存的船員被传送上航海家号以进行医疗，航海家号的船员则尝试修复两分号。珍妮薇后来发现两分号抓走了核能基因生物的同类，并把它们转化为飞船的燃料，因此该生物才会攻击两分号。珍妮薇随即质问兰塞姆并将他与他的船员们逮捕。两分号的紧急医疗全息程序偷走了医生的移动全息发射器，将自己传送上航海家号以帮助两分号的船员逃跑。他们瘫痪了航海家号，绑架了九之七后迅速进入曲速逃跑。在此同时，核能基因生物攻击了航海家号。
珍妮薇在寻找兰塞姆的过程中变得偏执起来。每当抓住一名两分号的船员，如果他不说出两分号的具体位置，她就会杀了他。航海家号找到两分号后，一场战斗随即爆发。当两分号被航海家号与核能基因生物前后攻击后，兰塞姆改变了想法。他解除了护盾并送回了九之七；作为交换，他请求航海家号收留他的船员们。由于两分号的曲速核心泄露，兰塞姆将两分号开到了安全位置，接着在爆炸中丧生。

##### 2376年
在2376年，杜沃克在一次外勤任务中被一群隐型的外星人袭击，武器的开火损害了他的大脑。为了治愈他，医生必须要检查外星人所使用的武器。在一名克萨特人纳洛魁的帮助下，珍妮薇追踪到了这群名叫贝内人的外星人，并使用了一种光转换器来让这群外星人的隐型失效。珍妮薇威胁贝内人说她将把寻找他们的方法告诉其他种族，贝内人只好交出了武器，杜沃克也被治愈。
珍妮薇发现了一个冬眠了900年的种族，他们叫做华特沃人。特雷人摧毁了他们的行星，他们为了避免灭亡而进入冬眠状态。九之七未经允许打开了一个冬眠舱，一个名叫格德林的华特沃人醒了过来。珍妮薇帮助他唤醒了剩下的人，用以交换使用属于华特沃人的子空间走廊的允许；子空间走廊能大大缩短航海家号回家的时间。但珍妮薇不知道，华特沃人是一个好战的种族；他们征服了这个星区的许多种族，包括特雷人。他们企图占领航海家号，但没有得逞。格德林拒绝背叛珍妮薇，并帮助他们逃跑了。
珍妮薇和航海家号在谋求一名外星人塔什的帮助，他的弹射飞船能够将一艘星舰弹射数千光年的位置，这可以减短航海家号的旅途。但是，九之七却在破坏她的计划。原来九之七往她的皮质节点下载了太多的信息，却贪多嚼不烂，导致她产生了妄想错觉。她告诉查克泰，航海家号是联邦侵略第四象限计划的一部分，这次弹射将把更多的联邦星舰带入这个象限。然后，她又去告诉珍妮薇，查克泰企图利用这次弹射率领马奇游击队叛变攻击联邦。后来九之七驾驶德耳塔飞艇离开航海家号，珍妮薇把自己传送上飞艇，以让九之七相信她自己病了并需要医疗照顾。最后，弹射飞船成功地将航海家号送出30个星区。
尽管航海家号曾经通过希罗吉恩人的通讯网络向星际舰队发送过消息，但依然还没有进行过视频交流。星际舰队的巴克利上尉在这几年间找到了方法——通过人工形成的小型虫洞让视频交流成为可能。
航海家号遇上了星际风暴，因此不得不在风暴中停留三天。珍妮薇于是有了充裕的时间。她下令将派瑞斯的新全息程序“Fair Haven”全天开放运行。在程序里，她被主角迈克尔·沙利文所吸引。沙利文已经结婚——但这并不重要——珍妮薇只用删掉他的妻子就把他变成单身的了。她和沙利文享受了美好的三天。但后来程序出了问题，派瑞斯和金都被镇民们当成邪灵抓起来了，不过珍妮薇最后还是救出了他们俩。
航海家号靠近一颗高速旋转的行星观察时，被它的重力拖进了行星轨道。这颗行星有一个由超光速粒子构成的内核，航海家号上的一秒便相当于星球上的一天。困在轨道上的航海家号目睹了这颗星球的进化。但是，航海家号依然无法飞出行星轨道，当行星上的文明发展出可以进行太空旅行后，航海家号被他们威胁并攻击。一名太空人登上了航海家号并适应了上面的时间，珍妮薇向他解释了事情的原委。最后这名飞行员返回了他的星球，从星球发射的飞船使用牵引光束将航海家号拖离了行星的轨道。
珍妮薇与船员们受到一种幻觉的困扰，这种幻觉让他们相信自己参与了发生在塔卡瑞斯星上的大屠杀，但实际上这场屠杀在300年前就已经发生了。后来发现这是一个突触发射器的影响：它将大屠杀的画面传送给了每个进入该星系的生物的大脑中，以纪念那些无辜死去的人民。
航海家号遇上了一艘由博格小孩操纵的博格舰船，这群小孩在一次意外中失去了与集合体的联系。九之七说服了他们释放被捕的船员，珍妮薇也同意把这群小孩传送上航海家号并加入她的船员。后来，她将一名博格小孩伊琪布送还给了他居住在布鲁纳莱星的父母，随后她却发现布鲁纳莱星的人们竟然牺牲他们的孩子来抵抗博格人。他们让孩子携带一种病原体，当这些孩子被同化后，病原体就在博格人中间传播开来——这导致了上文所述的那次意外。他们最后将伊琪布救回了航海家号。
珍妮薇从九之七的一次效率分析中了解到有三名船员效率低落。她亲自带领这三个人一同执行一次外勤任务，以帮助他们提高自身效率。当德尔塔飞艇被一种未知力量攻击后，三人正确地应对了当前的状况，保住了飞艇并救下了珍妮薇。
珍妮薇也揭穿了一名骗徒的骗术。这名女骗子名叫达拉，她和她的同伙们假扮航海家号的船员四处行骗，并屡屡得手。
珍妮薇和航海家号遇到了年老的前船员凯丝。她用她的心灵感应能力攻击了航海家号；并通过时间旅行回到了过去，以改变时间线并将航海家号出卖给维仃人：她责怪珍妮薇将她从她的人民中带走，在她还未准备好前就发展了她的精神能力，毁掉了她的童年和青春。时间回到了五年前：当维仃人开始攻击航海家号，珍妮薇发现原因后不得不用相位枪杀死了老凯丝；同时幸运的是查克泰击败了维仃人的进攻。珍妮薇向小凯丝解释了事情的经过，小凯丝于是录制了一段视频，解释她是多么的快乐，她呆在航海家号是完全出于自愿的。五年后，当老凯丝再次出现在正常的时间线时，她被五年前自己录下的视频说服，平静地离开了航海家号。
在这一年的最后，珍妮薇将一个无意中侵入航海家号的电磁生物送回了它所属的星云中。

##### 2377年到2378年
在航海家号回家的最后两年间，珍妮薇将面临许多危险，遭遇到许多联邦的老对头。
航海家号遭遇的第一个威胁来自被联邦讨厌的佛瑞吉人。一个名叫朗克的佛瑞吉人企图盗取九之七的纳米探针。先前他让一名赌场女孩假装成为巴克利的女友，此后成功地偷取到了巴克利全息程序的代码。在获取代码后，他改编了巴克利上尉——他曾通过人工虫洞与航海家号取得视频交流——的全息程序。伪造的巴克利全息程序让航海家号陷入一场事故，这场事故可以摧毁航海家号。在最后几分钟他企图将九之七带走并交给佛瑞吉人。真正的巴克利和星际舰队挫败了这次阴谋。
前马奇队员发动了一次兵变，这场兵变是由杜沃克体内被一名贝久人蒂罗植入的洗脑装置引起的；珍妮薇最后平息了这场兵变。航海家号被困在了一片死寂的空间中，这片空间没有任何资源——只有愿意抢劫其他船只的星舰才能幸存下来。航海家号联合了死寂空间中的其他船只建立了一个临时的联盟，最后成功逃出这片空间。查克泰向过去的珍妮薇请求帮助，以修正在航海家号撞上一股扭曲波后发生的时间线。
珍妮薇处理了派瑞斯与朵芮丝的婚事，朵芮丝此时已然怀有身孕。航海家号遇到了一群克林贡人，他们世代生活在一艘星舰上，寻找着克林贡族的救世主。他们相信朵芮丝腹中的小孩就是他们要找的人。
珍妮薇再次遇到了希罗吉恩人。他们已经使用了珍妮薇送给他们的全息技术，并将之改进使其有了情感。全息人物们在领袖艾登的领导下发动了叛变；他们杀死了希罗吉恩人及其他接触到的人。珍妮薇帮助希罗吉恩人打败了艾登并挫败了他的屠杀意图。同时她也保护了另一群希望生活在和平中的全息人物。
一群外星人绑架了航海家号的船员并对他们进行了洗脑，以让他们相信自己是昆兰星的工人。在被营救前珍妮薇与一名诺瓦利安人发展了浪漫关系。
Ｑ请求珍妮薇帮助他的儿子：小捣蛋鬼“朱尼尔”。珍妮薇帮助小Ｑ树立了正确的观念并协调了他们的父子关系。她也说服尼利克斯留在一颗小行星上的泰莱克斯人殖民地上，以帮助殖民地人民抵御一群骚扰殖民地的矿工。

#### 回家
2378年，珍妮薇船长遇到了来自平行时间线中25世纪的凯瑟琳·珍妮薇上将，在她的帮助下，珍妮薇船长率领航海家号重返地球。珍妮薇上将带来了未来先进的对付博格人的技术，包括超相位鱼雷与烧蚀装甲发生器。这些技术让珍妮薇船长能够进入密布着博格方块的星云中——扫描结果显示这片星云密布着上百个虫洞。当航海家号在珍妮薇上将的指引下进入星云后，上将命令船员将船只开入博格人的超曲速信道中，但是珍妮薇船长执意放弃这次机会以摧毁超曲速信道。后来两位珍妮薇找到了能两全其美的方法：珍妮薇上将将电脑病毒带入博格集合体，而珍妮薇船长则率领星舰穿过超曲速信道，并在信道内部以超相位鱼雷摧毁它。计划很成功，不过当航海家号试图避开信道崩溃所造成的振波之时，一艘博格球体赶上了航海家号，并捕获了它；最后博格球体退出了超曲速出现在第一象限。与此同时，派瑞斯上将下令所有可行动的联邦星舰前往出现博格能量特征的地点集合，以拦截博格飞船。当星际舰队向博格球体全力开火之际，航海家号使用一颗超相位鱼雷从内部摧毁了球体，舰队向珍妮薇与她的船员们表示祝贺，祝贺他们完成了七年的旅行并最终返回联邦。

### 与博格人的交往
珍妮薇与博格人打交道的经历是她的巨大成就之一。她第一次见到博格人是在2371年，那时航海家号还停靠在乌托邦太空船厂的码头。联邦时舰相对号将九之七与一些未来船员送到了航海家号上。
另一次接触是在她帮助萨卡瑞人改进了他们的伪装技术。他们在碎石堆里发现了一名死去的博格个体。
在穿越内克瑞特星域时，航海家号发现了一艘漂浮在太空中的博格方块。在舰上没有发现能量信号，扫描显示舰上总共有1,100个死亡的个体。珍妮薇派出了一队外勤队传送到方块上以调查并收集博格科技。外勤队发现大约在5年前，这艘博格船的所有系统因一次电子器械放电而突然停止了运行。外勤队带回了一具博格个体的尸体以解剖研究。
与此同时，查克泰降落在了一颗星球上，被一群有着自我意识的博格人所救。他因受伤而被连入新的博格合作体以治癒伤势；在其返回航海家号途中却又被博格合作体强制接入，原来合作体希望他能帮助合作体将地面上有自我意识的博格人连接进合作体。随后合作体激活了博格方块的自毁模块，并向航海家号表示感谢。
在2373年末，她与博格人谈成了一笔大生意。回家的旅行差不多已经过了三年了，航海家号抵达了博格空域的边界。珍妮薇加强了安全工作，并要求自己与船员对可能穿越博格空域作好准备。比掉头更好的方法是，珍妮薇和她的船员们能够找到一条没有博格人活动的通道。幸运的是他们找到了这个通道，并命名为“西北走廊”。
不过他们很快发现，博格人没有在那活动的原因是这个走廊布满了大量的量子异常。在前往西北走廊的途中，航海家号的引擎突然停止运转，哈利·金报告总共发现了15艘博格舰船从后方迅速接近中。14艘方块超过航海家号并继续前进，最后一艘极化扫描完航海家号后也匆匆赶上队伍。不久，金报告博格船舰的能量信号消失。珍妮薇对这表示十分好奇，于是追踪了博格船舰的路径。当他们抵达时，发现所有的博格方块都已被摧毁。
这意味着还有一个比博格人还强大的种族攻击了博格。外勤队从一艘损坏较轻的博格方块中带回的信息让珍妮薇知道，这个种族来自于某个液态空间，博格人将他们排作8472种族。由于8472种族的DNA数量异常巨大，导致他们对博格人的同化免疫。在对这群不寻常的外星种族进行了解后，珍妮薇与博格人建立一个条约。医生发现可改进博格纳米探针的电化学信号从而同化该免疫的种族。航海家号独自基于纳米探针的技术开发了一种新式生物武器，该生物武器可以从细胞级上消灭8472种族。珍妮薇以此为交换条件，要求博格人允许航海家号穿越博格星域。博格人同意了这个条约，但在击退8472种族后，博格人的代表九之七企图同化航海家号，不过被珍妮薇挫败。九之七从此留在了航海家号上。
九之七发现自己与博格集合体的连接已经中断，她强烈要求重新返回到集合体中。凯瑟琳·珍妮薇尝试向九之七介绍她的过去，并告诉应该怎样面对正常的生活。珍妮薇最后说服了她，九之七也在后来逐渐地找回了人性。
在星历50953.4到50984.3间，航海家号发射了一颗长程导航探测器。在星历50984.3时，珍妮薇在运行一段新的全息小说时被大副打断。他们最近发射的探测器停止了数据传送，最后几秒探索器探测到一艘博格方块靠近，然后它就被传送上了方块以供一名博格个体进行检查。这警示了珍妮薇他们已然靠近博格空域，她决定袭击一艘博格方块并盗走它的超曲速引擎，这将大大加速航海家号回家的路程。计划顺利地进行，直到九之七被博格女皇捕获。珍妮薇率领一队外勤队驾驶德尔塔飞艇前去营救她，德尔塔飞艇可抵御博格船舰的火力攻击。最后博格方块被摧毁了，九之七也被顺利营救。
2376年，珍妮薇发现了一群发生基因突变的博格人，突变允许他们在再生的时候拥有自我意识。而他们再生时所处的地方叫做零号联合矩阵。珍妮薇帮助他们抵抗博格女皇，同时医生也开发出了一种纳米病毒，这种病毒能将普及延伸至整个集合体，并让个体回到现实后也能保留自我意识。珍妮薇、贝拉娜·朵芮丝与杜沃克将纳米病毒导入了战术方块138号的中央管道区，将零号联合矩阵的成员从集体意识中分离了出来。这让整个集合体陷入了一场内战。

### 此后的事业
当航海家号重返第一象限后，珍妮薇被提拔为中将，并被任命为星际舰队总部的一名指挥官。2379年，她命令由让吕克·皮卡尔率领的联邦星舰进取号前往罗穆卢斯，响应罗慕伦新执政官辛宗的和平建议。

### 个人情感
当珍妮薇成为航海家号的舰长时，她是马克·约翰逊的未婚妻。当航海家号在第四象限失踪后，他在悲伤之余最后于2374年与一名女性结婚。
当珍妮薇与查克泰因一种不可治愈的疾病而被迫留在一颗行星上时，他们对彼此产生了好感。但是在被治愈后这种感觉被抑止了——因为她是他的上级。
在两部全息程序中，她与里面的全息人物发展了浪漫关系。在一部哥特式情景的程序里，她扮演一位伯利家族的一名女家庭教师，并与伯利男爵发展了关系。在“Fair Haven”中，她修改了其中一名主角迈克尔·沙利文的代码——他本来是一名普通的已婚男性，她将他改变为一名有男子气概的独身者。
在德沃尔星的事件中，珍妮薇曾被德沃尔检查官卡夏克吸引。但当珍妮薇了解到卡夏克其实只想找出对航海家号不利的证据后，她不再相信他。
珍妮薇曾被洗脑，然后在昆兰星的一座主电力输送中心工作。她与一名叫做杰芬的诺瓦利安人约会，并坠入爱河。三个月后，她搬去与他一起住。当她恢复了原有的记忆后，她想告诉杰芬她需要一名杰出的工程师，但在他们有了浪漫关系后提出是不适当的。珍妮薇说她永远不会忘记他们在一起度过的时间。

## 个人爱好与兴趣

### 23世纪
珍妮薇有一次曾表示希望能与23世纪的詹姆斯·柯克及他的船员们并肩战斗。

### 咖啡
凯瑟琳·珍妮薇对咖啡成瘾。如果一天里没有咖啡，她将坐立不安；而一旦有了咖啡，她还希望那是正宗的黑咖啡——没有牛奶和糖。珍妮薇有一次曾尝试过戒掉咖啡，但还是失败了。有一次，尼利克斯推荐珍妮薇尝尝他那知名的“比咖啡更好喝的替代品”，以代替复制器配额提供的咖啡。珍妮薇不情愿地尝了尝，但却被舰桥的呼叫所“解救”，最后那杯“替代品”则被尼利克斯倒掉。

## 与真实世界的相互影响
珍妮薇这个角色的名字最初是为了纪念美国著名的女作家伊丽莎白·珍妮薇的。凯瑟琳·珍妮薇这个人物从诞生之初便被赋予特殊的意义：她是《星际旅行》系列中第一位担任一号主角的女性，也是第一位担任主角舰舰长的女性。
女性在《星际旅行》系列中出现一直是该系列的一个特色以及传统。第一部《星際爭霸戰》的试播集《牢笼》中，吉恩·罗登贝瑞曾让一名女性担任星舰进取号的大副——这在当时的美国被认为是惊世骇俗的：在20世纪60年代，马丁·路德·金还在为黑人民众不受歧视的权利作斗争。但是，在《原初系列》的正式剧集中，担任大副的并不是一名女性——吉恩·罗登贝瑞让黑人女性尼切尔·尼科尔斯扮演的乌乎拉中校担任了进取号的通讯官。此后，在《下一代》里女性主角的数量也被增多：如医生贝弗莉·克洛夏、顾问迪安娜·特洛伊以及安全官塔莎·叶。《銀河前哨》中，担任星站副站长的也是一名贝久女性奇拉·尼瑞斯。